# Església parroquial de la Immaculada Concepció (Toga)
L'Església parroquial de la Puríssima Concepció de Toga, a la comarca de l'Alt Millars, és un lloc de culte declarat, de manera genèrica, Bé de Rellevància Local, segons la Disposició Addicional Cinquena de la Llei 5/2007, de 9 de febrer, de la Generalitat, de modificació de la Llei 4/1998, d'11 de juny, del Patrimoni Cultural Valencià (DOCV Núm. 5.449 / 13/02/2007), amb codi autonòmic: 12.08.113-003.
No es té pràcticament documentació sobre la construcció de l'església parroquial dedicada a la Immaculada Concepción, i l'única cosa que es pot assegurar amb certa seguretat és que va ser construït l'any 1886, ja que aquesta data està gravada en una peça pétrea treballada, situada en la façana principal del temple.
El temple segueix els cànons de l'estil corinti o barroc desornamentado.
Pertany al arxiprtestat 9, de “La nostra Senyora de l'Esperança” d'Onda (Castelló), dins de la Diòcesi de Sogorb-Castelló.